# 東河鎮區 (愛荷華州佩奇縣)
東河鎮區（英語：East River Township）是位於美國愛荷華州佩奇縣的一個行政鎮區。

## 地方資料
根據2010年美國人口普查的數據，東河鎮區的面積為79.56平方千米，當中陸地面積為79.53平方千米，而水域面積為0.03平方千米。當地共有人口254人，而人口密度為每平方千米3.19人。